# カルツァヒ湖
カルツァヒ湖（グルジア語: კარწახის ტბა、karts'akhis tba）、またはホザピニ湖、ハザピン湖（グルジア語: ხოზაფინის ტბა 、khozap'inis tba 、トルコ語: Hazapin Gölü）、またはアクタシ湖（トルコ語: Aktaş Gölü）は、コーカサス山脈の山中に位置する、湖面の標高が1799 mのアルカリ湖である。ジョージア（53％）とトルコ（47％）の国境にまたがっている。カルツァヒ（კარწახი）の村は、湖の北東岸の近くに存在する。
ジョージアで2番目に大きな湖で、湖面の面積は26.3平方キロメートルまたは26.6平方キロメートルの面積をカバーしている 。多くの小川が流入する。雨季には余剰水がクラ川に流れ込む 。

## 動物相
この湖は重要な鳥の生息地である。国内最大数のワシミミズクの集団や多数のニシハイイロペリカン、モモイロペリカンが生息する。